# Tristia
Tristia é uma série de cartas poéticas do poeta romano Ovídio, escritas em dístico elegíaco e divididas em cinco livros, na época em que estava exilado de Roma no ano 8.